# Беназір Бхутто
Беназі́р Бху́тто (21 червня 1953 Карачі, Пакистан — 27 грудня 2007, Равалпінді, Пакистан) — прем'єр-міністр Ісламської Республіки Пакистан у 1988–1990 і 1993–1996 роках, перша у новітній історії людства жінка-лідер мусульманської країни.
Після тривалого перебування в еміграції повернулася на батьківщину, де протягом останніх місяців 2007 року на неї було зроблено два замахи. Внаслідок другого терористичного акту 27 грудня 2007 року Бхутто загинула.

## Початок біографії
Народилася в Карачі в сім'ї пакистанця та іранки курдського походження, і була першою дитиною в сім'ї. Середню освіту здобула в престижних школах у Карачі і Равалпінді, у 1969–1973 вивчала політологію в жіночому коледжі Редкліфф Гарвардського університету, у 1973–1977 політологію і економіку в Оксфордському університеті. Її батько, Зульфікар Алі Бхутто, в ці роки (до 1977) займав посаду спочатку прем'єр-міністра, а потім Президента Пакистану.

## Політична кар'єра
У 1977 Беназір Бхутто повернулася до Пакистану, де до влади прийшов генерал Зія-уль-Хак. У 1979 її батько звинуватили в замовленні вбивства політичного опонента і стратили. У 1979–1984 роках Беназір не раз опинялася під домашнім арештом, поки, нарешті, їй не було дозволено виїхати до Великої Британії. Будучи у вигнанні, керувала Пакистанською народною партією (ПНП), заснованою її батьком. Після загибелі Зії-уль-Хака в авіакатастрофі отримала можливість повернутися на батьківщину. 16 листопада 1988 на перших понад за десятиріччя вільних парламентських виборах ПНП отримала перемогу і Бхутто зайняла посаду прем'єр-міністра. Новий кабінет досяг деяких успіхів у виконанні програми соціальних і політичних реформ, однак вже в середині 1990 президент Гулам Ісхак Хан відправив її уряд у відставку.
У 1993 на чергових виборах Бхутто отримує перемогу під гаслом боротьби з корупцією і бідністю. Загальне число голосів, отриманих ПНП, виявилося меншим, ніж у головного суперника Мусульманської ліги, тому для формування уряду Бхутто утворила коаліцію з партіями консервативного напрямку. Тоді ж у листопаді з еміграції повернувся її брат Муртаза, який вимагав поступитися йому керівництвом партією. Розбрат у сімействі Бхутто позначився на єдності партії. Після прибуття до Карачі Муртаза був заарештований за звинуваченням у тероризмі, однак був звільнений під заставу в червні 1994 р.
Уряд Беназір Бхутто загалом досяг певних успіхів : була проведена широкомасштабна електрифікація сільських районів країни, підвищені витрати на освіту і охорону здоров'я, але корупція в роки правління Бхутто набула ще більшого розмаху, зокрема, чоловіка Бхутто, Азіф Алі Зардарі, звинуватили в отриманні хабарів. Брата Бхутто, що виступав за ретельне розслідування цієї справи, вбили в Карачі за загадкових обставин. У його вбивстві був звинувачений чоловік Бхутто. Популярність Беназір у народі падала, а вплив ісламських фундаменталістів ріс. Тому 1996 р. її уряд було примушено визнати режим Талібану в Афганістані. Однак наприкінці того року її уряд було відправлено у відставку. На виборах 1997 ПНП зазнала нищівної поразки, отримавши 17 місць з 217. На початку 1998 р. Бхутто, її чоловіку і матері були пред'явлені офіційні звинувачення в корупції, їхні рахунки в британських і швейцарських банках були заморожені, а наприкінці року до влади прийшли військові на чолі з Первезом Мушаррафом.

## Друга еміграція
Бхутто пред'явили звинувачення у фінансових махінаціях і організації замовних вбивств, і вона була вимушена покинути країну; її чоловік провів понад п'ять років у в'язниці за звинуваченням у хабарництві. Рахунки Беназір у швейцарських банках були заморожені. Вона емігрувала з трьома дітьми до Дубаю, куди після звільнення 2004 року приїхав її чоловік, якийсь час вона жила в Лондоні. 2001 в Пакистані була прийнята поправка до конституції, що заборонила одній особі займати посаду прем'єр-міністра більш двох разів, що було сприйнято багатьма як спроба Мушаррафа убезпечити себе від конкуренції з боку Бхутто у випадку проведення демократичних виборів. Того року Верховний суд Пакистану призначив новий процес над Беназір, що означало припинення дії вироку, винесеного в 1999 році. Бхутто була засуджена до трьох років ув'язнення за неявку до суду, що було підставою для відмови їй у реєстрації кандидатом на парламентських виборах 2002 року. У 2003 році суд Швейцарії визнав її і чоловіка винними у відмиванні грошей і засудив їх до шести місяців в'язниці з відтермінуванням виконання покарання (банківські рахунки Бхутто Швейцарія заблокувала на прохання Пакистану у вересні 1997).
Більшість часу проводила в Лондоні і Дубаї, виступала по всьому світу з лекціями і підтримувала контакти з керівництвом ПНП.

## Повернення на батьківщину і теракт 18 жовтня 2007 року
У січні 2007 року в Абу-Дабі відбулася перша особиста зустріч Беназір Бхутто і президента Пакистану Первеза Мушаррафа з метою налагодження контактів. Президент Мушарраф підписав указ про надання їй і іншим опозиційним діячам амністії від звинувачень в корупції. Спостерігачі вважають, що військові кола Пакистану вважали її своїм союзником у боротьбі за ізоляцію релігійних сил та ісламістських воєнізованих угрупувань. 18 жовтня 2007 року Беназір Бхутто повернулася на батьківщину після 8 років вимушеної еміграції. Під час проходження кортежу в натовпі зустрічаючих її прихильників, прогриміло два вибухи. Загинули понад 130 осіб, близько 500 були поранені.
Раніше Аль-Каїда і Талібан не раз загрожували влаштувати масштабні теракти, як тільки Беназір ступить на пакистанську землю. Однак, найвірогіднішими організаторами теракту вважають радикальних послідовників Мухаммада Зії-уль-Хака. Головні політичні опоненти самої Бхутто, як колись і її покійного батька, намагалися перешкодити Беназір та її Народній партії повернутися до влади в Пакистані. Парламентські вибори в країні були призначені на січень 2008 року і Беназір розраховувала на перемогу. За законом посаду прем'єр-міністра не можна займати більше двох разів. Бхутто була прем'єром якраз двічі. Однак ряд аналітиків вважав, що президент країни Первез Мушарраф, який підписав у жовтні угоду з колишньою вигнанкою, піде на скасування заборони. Кандидатуру Беназір підтримували також і США, саме офіційний Вашингтон і виступив ініціатором повернення Бхутто на батьківщину і у велику політику.

## Вбивство Беназір Бхутто
Через два місяці після першого замаху, 27 грудня, Беназір стала жертвою нового терористичного акту в місті Равалпінді, де  виступала на мітингу перед своїми прихильниками. Після закінчення мітингу терорист-смертник вистрілив їй у шию і в груди та пустив у хід вибуховий пристрій. У момент нападу вона була в оточенні охоронців у бронежилетах, однак сама без бронежилета. У ході цього теракту загинуло понад 20 осіб. Бхутто з важкими пораненнями доставили до лікарні, де незабаром о 16:16 померла на операційному столі, не опритомнівши.
Розгнівані прихильники Беназір Бхутто спровокували вуличні заворушення в Карачі та інших містах країни. У своїй останній промові напередодні замаху політикиня не сказала: «Я піддаю своє життя небезпеці, тому що наша країна в небезпеці. Люди стурбовані. Але всі разом ми витягнемо країну з кризи!»

## Реакція світової спільноти

### Пакистан
Президент Пакистану Первез Мушарраф рішуче засудив убивство Беназір Бхутто: Це жорстоке насильство — справа рук терористів, з якими ми боремося. Саме від цих терористів виходить найбільша небезпека для Пакистану і його народу, заявив Мушарраф у ході екстреної наради керівництва країни. Він закликав співвітчизників до згуртування і стриманості, підтвердив свою рішучість боротися з тероризмом у всіх його проявах і оголосив у країні триденний траур у зв'язку з трагічною загибеллю Бхутто.

### США
Президент США Джордж Буш, виступаючи перед журналістами на ранчо в Кроуфорді (штат Техас), різко засудив «підле вбивство» колишнього прем'єр-міністра Пакистану Беназір Бхутто і закликав пакистанців розвивати демократичний процес. США жорстко засуджують цей підлий акт, звершений терористами, які прагнуть крові і намагаються підірвати демократію в Пакистані, заявив Дж. Буш. Він закликав пакистанців продовжувати демократичні процеси, додавши, що США будуть стояти «на боці пакистанського народу в його боротьбі з тероризмом і екстремізмом».

### ЄС
Верховний представник ЄС з питань загальної зовнішньої політики і політики безпеки Хав'єр Солана та інші чільники ЄС також засудили вбивство лідера Пакистанської народної партії: Я шокований вбивством колишнього прем'єр-міністра Пакистану Бхутто, довершеним сьогодні в Равалпінді. Я засуджую цей ганебний акт, здійснений в найжорсткішій формі — відмітив Солана. Він висловив переконання, що терористичний акт направлений на дестабілізацію ситуації в країні і на руйнування демократичних процесів, які ледве почали поновлюватися в цій країні. Солана також закликав народ Пакистану утриматися від жорстокості і відмітив необхідність зберегти спокій і стабільність в країні.